# 대한민국 민법 제168조
대한민국 민법 제168조는 소멸시효의 중단사유에 대한 민법총칙 조문이다.

## 조문
제168조(소멸시효의 중단사유) 소멸시효는 다음 각호의 사유로 인하여 중단된다.

1. 청구

2. 압류 또는 가압류, 가처분

3. 승인

第168條(消滅時效의 中斷事由) 消滅時效는 다음 各號의 事由로 因하여 中斷된다.
1. 請求
2. 押留 또는 假押留, 假處分
3. 承認

## 비교 조문
— 일본민법 제147조 (시효의 중단사유) 시효는 다음에 열거하는 사유에 의해 중단된다.

一 청구
二 압류, 가압류 및 가처분

三 승인

## 사례
- 채권 소멸시효를 중단하려면 내용증명으로는 안되고 청구, 압류, 또는 가압류, 가처분, 채무자의 채권의 승인의 방법으로 해야 한다.[1]
- 순이는 12년 전 甲에게 1,000만원을 빌려주었으나 이를 갚지 않으므로 변제기로부터 2년이 지난 시점에서 甲을 상대로 대여금청구소송을 제기하여 승소확정판결을 받았다. 순이는 확정판결문으로 강제집행을 하려고 하였으나, 甲소유의 재산이 없어 지금까지 집행하지 못하고 있고 세월이 흘러 한달 후면 판결에 의하여 확정된 채권의 소멸시효기간인 10년이 다 되어 가는데 이를 경우, 새로운 재판상 청구에 의하여 시효중단의 효과가 발생할 수 있다.[2]

## 판례
- 확정판결에 기한 채권의 소멸시효 기간인 10년의 경과가 임박하여서 강제집행의 실시가 현실적으로 어렵게 되었다면 그 이전에 강제집행의 실시가 가능하였는가의 여부에 관계없이 시효중단을 위해 동일한 내용의 재판상청구가 불가피하다고 할 것이므로, 확정판결이 있었다고 하더라도 시효중단을 위한 동일내용의 소는 소의 이익이 있다.[3]

- 확정판결의 시효중단을 위한 새로운 소송의 판결은 종전소송의 승소확정판결의 내용에 저촉되어서는 아니 된다고 하였다.[4]

- 민법 제168조에서 가압류를 시효중단사유로 정하고 있는 것은 가압류에 의하여 채권자가 권리를 행사하였다고 할 수 있기 때문인데 가압류에 의한 집행보전의 효력이 존속하는 동안은 가압류채권자에 의한 권리행사가 계속되고 있다고 보아야 할 것이므로 가압류에 의한 시효중단의 효력은 가압류의 집행보전의 효력이 존속하는 동안은 계속된다. 민법 제168조에서 가압류와 재판상의 청구를 별도의 시효중단사유로 규정하고 있는데 비추어 보면, 가압류의 피보전채권에 관하여 본안의 승소판결이 확정되었다고 하더라도 가압류에 의한 시효중단의 효력이 이에 흡수되어 소멸된다고 할 수 없다.[5]

## 참고문헌
- 서종희. "민법 제168조 제2호의 ‘압류’ 및 그 유추에 의한 시효중단 : 민사집행절차참가를 중심으로." 재산법연구 38.3 (2021): 33-68.
- 김광년. "명의대여자의 사용자책임 2. 시효중단사유인 「재판상의 청구」의 의미 - 민사(대법원 1979.2.13 선고 78다 1500, 1501 판결 - 참조조문 : 민법 제125조, 제756조, 제168조)." 사법행정 20.6 (1979): 45-47.

## 같이 보기
- 소멸시효